# 안토노프 An-148
안토노프 An-148(Антонов Ан-148)은 우크라이나의 항공 설계국 안토노프에서 만든 쌍발 단/중거리용 제트 여객기로, 우크라이나 국제항공, 아에로플로트 같은 유럽의 항공사가 사용하고 있다. 또한 이 항공기는 생산 중에 있다. 최근 고려항공이 2대를 주문하여 1대를 도입해 운항 중인 것으로 알려졌다.

## 제원
- 엔진: 2기
- 날개 수: 2
- 길이: 29.13m
- 높이: 8.19m
- 좌석 수: 최대 90석(안토노프 An-158의 경우)
- 최대 속도: 870km

## 주요 사용 항공사
- 고려항공

## 같이 보기
- 안토노프 An-71
- 안토노프 An-72
- 안토노프 An-74
- 엠브라에르 E-Jets
- 수호이 슈퍼제트 100